# Bussy-Albieux
Bussy-Albieux è un comune francese di 495 abitanti situato nel dipartimento della Loira della regione dell'Alvernia-Rodano-Alpi.

## Società

### Evoluzione demografica
Abitanti censiti